# Antoine Just Léon Marie di Noailles
Antoine Just Léon Marie de Noailles, IX principe di Poix, VI duca spagnolo di Mouchy e V duca francese di Mouchy e di Poix (Parigi, 19 aprile 1841 – Parigi, 2 febbraio 1909), è stato un nobile francese.

## Biografia

### Infanzia
Nacque a Parigi il 19 aprile 1841, figlio di Charles Philippe Henri de Noailles (1808-1854), duca di Mouchy, e della duchessa Anne Marie Cécile de Noailles (1812-1858).

### Matrimonio
Antoine de Noailles sposò a Parigi il 18 dicembre 1865 la principessa Anne Murat (1841-1924) figlia di Napoleone Luciano Carlo Murat.

### Morte
Il Duca di Mouchy morì a Parigi il 2 febbraio 1909.

## Discendenza
Il duca Antoine de Noailles e la principessa Anne Murat ebbero:
1. François Joseph Eugène Napoléon de Noailles (1866-1900), principe de Poix;
2. Sabine Lucienne Cécile Marie de Noailles (1868-1881).

## Ascendenza
|                                                       |                                          |                                                             | Genitori                                          |  |  | Nonni |  |  | Bisnonni                                   |  |  | Trisnonni                |  |
|                                                       |                                          |                                                             |                                                   |  |  |       |  |  | 8. Philippe-Louis-Marc-Antoine de Noailles |  |  | 16. Philippe de Noailles |  |
|                                                       |                                          |                                                             |                                                   |  |  |       |  |  | 8. Philippe-Louis-Marc-Antoine de Noailles |  |  | 16. Philippe de Noailles |  |
|                                                       |                                          | 17. Anne-Claude-Louise d'Arpajon                            |                                                   |  |  |       |  |  | 8. Philippe-Louis-Marc-Antoine de Noailles |  |  |                          |  |
| 4. Antonin-Claude-Dominique-Just de Noailles          |                                          |                                                             |                                                   |  |  |       |  |  | 8. Philippe-Louis-Marc-Antoine de Noailles |  |  |                          |  |
|                                                       |                                          | 9. Anne-Louise-Marie de Beauvau                             | 18. Charles Juste de Beauvau-Craon                |  |  |       |  |  |                                            |  |  |                          |  |
|                                                       |                                          | 9. Anne-Louise-Marie de Beauvau                             | 18. Charles Juste de Beauvau-Craon                |  |  |       |  |  |                                            |  |  |                          |  |
|                                                       |                                          | 9. Anne-Louise-Marie de Beauvau                             | 19. Marie-Charlotte de La Tour d'Auvergne         |  |  |       |  |  |                                            |  |  |                          |  |
| 2. Charles-Philippe-Henri de Noailles                 |                                          | 9. Anne-Louise-Marie de Beauvau                             |                                                   |  |  |       |  |  |                                            |  |  |                          |  |
|                                                       |                                          | 10. Archambaud de Talleyrand-Périgord                       | 20. Charles-Daniel de Talleyrand-Périgord         |  |  |       |  |  |                                            |  |  |                          |  |
|                                                       |                                          | 10. Archambaud de Talleyrand-Périgord                       | 20. Charles-Daniel de Talleyrand-Périgord         |  |  |       |  |  |                                            |  |  |                          |  |
|                                                       |                                          | 10. Archambaud de Talleyrand-Périgord                       | 21. Alexandrine de Damas d'Antigny                |  |  |       |  |  |                                            |  |  |                          |  |
| 5. Mélanie de Talleyrand-Périgord                     |                                          | 10. Archambaud de Talleyrand-Périgord                       |                                                   |  |  |       |  |  |                                            |  |  |                          |  |
|                                                       |                                          | 11. Madelaine-Henriette-Sabine Olivier de Sénozan-Viriville | 22. Antoine-François-Olivier de Sénozan-Viriville |  |  |       |  |  |                                            |  |  |                          |  |
|                                                       |                                          | 11. Madelaine-Henriette-Sabine Olivier de Sénozan-Viriville | 22. Antoine-François-Olivier de Sénozan-Viriville |  |  |       |  |  |                                            |  |  |                          |  |
|                                                       |                                          | 11. Madelaine-Henriette-Sabine Olivier de Sénozan-Viriville | 23. Claude-Louise de Vienne                       |  |  |       |  |  |                                            |  |  |                          |  |
| 1. Antoine-Just-Léon-Marie di Noailles                |                                          | 11. Madelaine-Henriette-Sabine Olivier de Sénozan-Viriville |                                                   |  |  |       |  |  |                                            |  |  |                          |  |
|                                                       | 12. Louis-Marc-Antoine Marie de Noailles | 24. Philippe de Noailles (= 16)                             |                                                   |  |  |       |  |  |                                            |  |  |                          |  |
|                                                       | 12. Louis-Marc-Antoine Marie de Noailles | 24. Philippe de Noailles (= 16)                             |                                                   |  |  |       |  |  |                                            |  |  |                          |  |
|                                                       | 12. Louis-Marc-Antoine Marie de Noailles | 25. Anne-Claude-Louise d'Arpajon (= 17)                     |                                                   |  |  |       |  |  |                                            |  |  |                          |  |
| 6. Alfred-Louis-Dominique-Vincent-de-Paul de Noailles | 12. Louis-Marc-Antoine Marie de Noailles |                                                             |                                                   |  |  |       |  |  |                                            |  |  |                          |  |
|                                                       |                                          | 13. Anne-Louise-Catherine de Noailles                       | 26. Jean-Paul-Louis-François de Noailles          |  |  |       |  |  |                                            |  |  |                          |  |
|                                                       |                                          | 13. Anne-Louise-Catherine de Noailles                       | 26. Jean-Paul-Louis-François de Noailles          |  |  |       |  |  |                                            |  |  |                          |  |
|                                                       |                                          | 13. Anne-Louise-Catherine de Noailles                       | 27. Henriette-Anne-Louise d'Aguesseau             |  |  |       |  |  |                                            |  |  |                          |  |
| 3. Anne-Marie-Cécile de Noailles                      |                                          | 13. Anne-Louise-Catherine de Noailles                       |                                                   |  |  |       |  |  |                                            |  |  |                          |  |
|                                                       |                                          | 14. Arthur-Tristan-Jean-Charles de Noailles                 | 28. Philippe-Louis-Marc-Antoine de Noailles (= 8) |  |  |       |  |  |                                            |  |  |                          |  |
|                                                       |                                          | 14. Arthur-Tristan-Jean-Charles de Noailles                 | 28. Philippe-Louis-Marc-Antoine de Noailles (= 8) |  |  |       |  |  |                                            |  |  |                          |  |
|                                                       |                                          | 14. Arthur-Tristan-Jean-Charles de Noailles                 | 29. Anne-Louise-Marie de Beauvau (= 9)            |  |  |       |  |  |                                            |  |  |                          |  |
| 7. Rosalie-Charlotte-Antoinette-Léontine de Noailles  |                                          | 14. Arthur-Tristan-Jean-Charles de Noailles                 |                                                   |  |  |       |  |  |                                            |  |  |                          |  |
|                                                       |                                          | 15. Nathalie-Lucie-Léontine de Laborde                      | 30. Jean-Joseph de Laborde                        |  |  |       |  |  |                                            |  |  |                          |  |
|                                                       |                                          | 15. Nathalie-Lucie-Léontine de Laborde                      | 30. Jean-Joseph de Laborde                        |  |  |       |  |  |                                            |  |  |                          |  |
|                                                       |                                          | 15. Nathalie-Lucie-Léontine de Laborde                      | 31. Rosalie-Claire-Josèphe de Nettine             |  |  |       |  |  |                                            |  |  |                          |  |
|                                                       |                                          | 15. Nathalie-Lucie-Léontine de Laborde                      |                                                   |  |  |       |  |  |                                            |  |  |                          |  |